# Stazione di Seven Kings
La stazione di Seven Kings è una stazione ferroviaria situata lungo la Great Eastern Main Line, a servizio del quartiere di Seven Kings nel borgo londinese di Redbridge.

## Storia
La stazione aprì nel 1899 dalla società ferroviaria "Great Eastern Railway" lungo la Great Eastern Main Line.
Prima che la linea Central della metropolitana londinese venisse estesa da Stratford a Newbury Park, via Gants Hill, Seven Kings era una dei due bivi per la linea che conduceva a Woodford via Hainault.
Questa linea chiuse nel 1947 e venne smantellata nel 1956.

## Movimento
L'impianto è servito dai treni in servizio sulla Elizabeth Line, gestiti da Transport for London.

## Interscambi
Nelle vicinanze della stazione effettuano fermata alcune linee urbane automobilistiche, gestite da London Buses.
- Fermata autobus
- Stazione taxi[2]